# 半抱茎婆婆纳
半抱茎婆婆纳（学名：Veronica semiamplexicaulis），为車前草科婆婆纳属下的一个植物种。